# Перейра, Данилу
Данилу Луиш Элиу Перейра (порт. Danilo Luís Hélio Pereira, португальское произношение: [dɐˈnilu pɨˈɾɐjɾɐ]; род. 9 сентября 1991, Бисау) — португальский футболист, полузащитник клуба «Аль-Иттихад» и сборной Португалии. Чемпион Европы 2016. Участник двух чемпионатов Европы (2020 и 2024) и чемпионата мира 2022.

## Клубная карьера

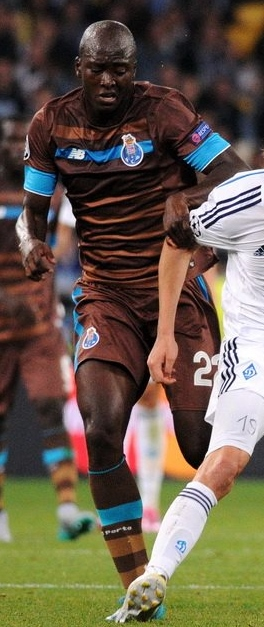
Перейра в составе «Порту»

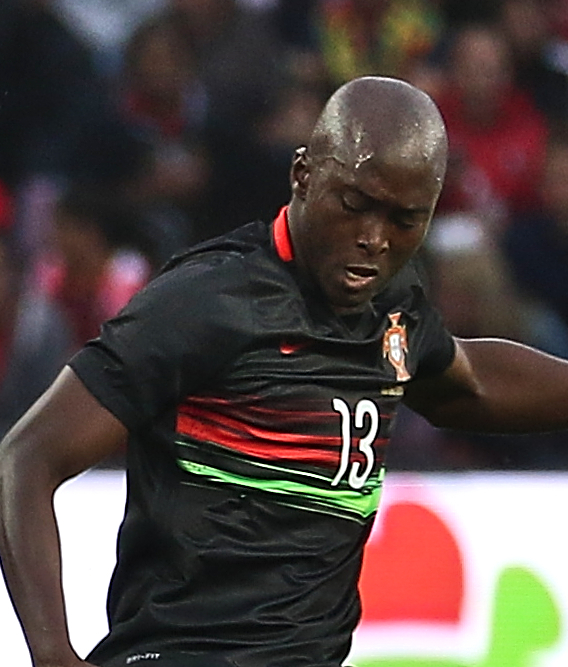
Перейра в составе сборной Португалии

Данилу — воспитанник лиссабонской «Бенфики». В 2010 году он присоединился к итальянской «Парме», подписав свой первый профессиональный контракт. В начале 2011 года для получения игровой практики Перейра на правах аренды перешёл в греческий «Арис». 27 февраля в матче против «Лариссы» он дебютировал в греческой Суперлиге. В этом же поединке он забил свой первый гол за «Арис». Летом Данило вернулся в «Парму». 21 декабря в матче против «Катаньи» он дебютировал в итальянской Серии А. Летом 2012 года Данило на правах аренды перешёл в нидерландскую «Роду». 11 августа в матче против «Зволле» он дебютировал в Эредивизи. 2 февраля 2013 года в поединке против «Хераклеса» Перейра забил свой первый гол за «Роду».
Летом контракт с «Пармой» закончился, и Данило на правах свободного агента перешёл в «Маритиму». 18 августа в матче против своей родной «Бенфики» он дебютировал в Сангриш лиге.
Летом 2015 года Перейра перешёл в «Порту», подписав контракт на четыре года. 15 августа в матче против «Витории Гимарайнш» он дебютировал за новый клуб. 2 декабря в поединке против «Униан Мадейра» Перейра забил свой первый гол за «Порту». 1 ноября 2017 года в матче Лиги чемпионов против немецкого «РБ Лейпциг» он забил гол. В апреле 2018 году Данилу получил частичный разрыв ахиллова сухожилия и выбыл на длительный срок. В составе Порту Данилу дважды выиграл чемпионат и завоевал Кубок Португалии.
Летом 2020 года Перейра на правах аренды перешёл во французский «Пари Сен-Жермен». 24 октября в матче против «Дижона» он дебютировал в Лиге 1. 27 февраля 2021 года в поединке против «Дижона» Данилу забил свой первый гол за «Пари Сен-Жермен». По окончании аренды игрок подписал полноценный контракт. В составе клуба он дважды выиграл чемпионат и завоевал Кубок Франции.

## Карьера в сборной
В 2010 году в составе юношеской сборной Португалии Перейра принял участие в юношеском чемпионате Европы во Франции. На турнире он сыграл в матчах против команд Италии, Испании и Хорватии.
В 2011 году Данилу в составе молодёжной сборной Португалии занял второе место на молодёжном чемпионате мира в Колумбии. На турнире он сыграл в матчах против молодёжной сборной Камеруна, Уругвая, Новой Зеландии, Гватемалы, Аргентины, Франции и Бразилии. В поединке против французов Перейра забил гол.
31 марта 2015 года в матче товарищеском матче против сборной Кабо-Верде Данило дебютировал за сборную Португалии, заменив во втором тайме Бернардо Силву. 8 июня 2016 года в поединке против сборной Эстонии он забил свой первый гол за национальную команду.
Летом 2016 года Данилу стал победителем чемпионата Европы во Франции. На турнире он сыграл в матчах против команд Исландии, Венгрии, Хорватии, Польши и Уэльса.
В 2017 году Перейра принял участие в Кубке конфедераций в России. На турнире он сыграл в матчах против команд России, Новой Зеландии и Мексики.
В 2021 году Перейра принял участие в чемпионате Европы. На турнире он сыграл в матчах против команд Венгрии, Германии, Франции и Бельгии.
В 2022 году Перейра принял участие в чемпионате мира в Катаре. На турнире он сыграл в матче против сборной Ганы.

### Голы за сборную Португалии
| #   | Дата          | Место                                | Противник | Счёт | Результат | Соревнование             |
| --- | ------------- | ------------------------------------ | --------- | ---- | --------- | ------------------------ |
| 01. | 8 июня 2016   | Эштадиу да Луш, Лиссабон, Португалия | Эстония   | 4:0  | 7:0       | Товарищеский матч        |
| 02. | 25 марта 2019 | Эштадиу да Луш, Лиссабон, Португалия | Сербия    | 1:1  | 1:1       | Отбор ЧЕ-2020 (группа В) |

## Достижения

### Командные
«Порту»
- Чемпион Португалии (2): 2017/18, 2019/20
- Обладатель Кубка Португалии: 2019/20
- Обладатель Суперкубка Португалии: 2018

«Пари Сен-Жермен»
- Чемпион Франции (2): 2021/22, 2022/23
- Обладатель Кубка Франции: 2020/21
- Обладатель Суперкубка Франции (2): 2020, 2022

Сборная Португалии
- Чемпион Европы: 2016
- Победитель Лиги наций УЕФА: 2018/19